# بوزيدار إسكرينوف
بوزيدار جورجييف إسكرينوف (بالبلغارية: Божидар Гeopгиeв Искренов)‏، من مواليد 1 أغسطس 1962 والملقب بالجيبون: لاعب كرة قدم بلغاري سابق وقد قضى معظم حياته المهنية يلعب لنادي ليفسكي صوفيا كمهاجم .
عمل إسكرينوف في المجال السينمائي لفترة وجيزة وظهر في فيلم مانيفرا نا بيتايا إيتاز.

## وصلات خارجية
- بوزيدار إسكرينوف على موقع الاتحاد الأوربي (الإنجليزية)
- بوزيدار إسكرينوف على موقع قاعدة بيانات كرة القدم.إي يو (الإنجليزية)
- بوزيدار إسكرينوف على موقع ناشيونال فوتبول تيمز (الإنجليزية)
- Profile at LevskiSofia.info